# 奧克利公司
奧克利公司（英語：Oakley, Inc.），總部設於美國加利福尼亚州森林湖，是意大利太陽眼鏡業巨擘羅薩奧蒂卡的子公司，專門設計、研發及生產運動及時尚用品，包括太陽眼鏡、運動護目鏡、滑雪眼鏡、手錶，服裝，背包，鞋履，眼鏡架和其他配件，擁有超過600個登記專利。

## 歷史
奧克利公司由吉姆·詹納德於1975年以300元美金在他的車房中創立，公司名稱源自他的英国塞特犬「奧克利·安妮」（Oakley Anne）。詹納德開始於越野摩托車比賽場地外在他的車尾售賣「奧克利把手」（The Oakley Grip）。他的摩托車把手所用的物料在當時的市場沒有出現過，直到現時還會用於眼鏡的耳柄和鼻墊上。隨後，奧克利公司繼續為BMX和越野摩托車社區生產車牌，手套，把手，護肘和護目鏡。
1980年，奧克利生產了一款名為「O型架」（O-Frame）的護目鏡，背帶印上奧克利的標誌。品牌在整個體育行業贏得了越來越多的認可和重視。自1983年起，奧克利開始售賣滑雪眼鏡。1984年，奧克利第一款太陽眼鏡獲推出市場。1995年，公司成功上市場，集資2.3億美元。2007年，奧克利獲羅薩奧蒂卡以21億美元收購。

## 外部連結
- 官方网站
- Oakley, Inc.，存档于（存檔日期 1996-12-24）